# Erebia subtusmaccbaeus
Erebia subtusmaccbaeus är en fjärilsart som beskrevs av Müller 1928. Erebia subtusmaccbaeus ingår i släktet Erebia och familjen praktfjärilar. Inga underarter finns listade i Catalogue of Life.